# Кеннинг Таун (станция)
Кеннинг-таун — пересадочная станция нескольких видов транспорта в районе Кеннинг Таун в восточном Лондоне, Англия. Станция обслуживается Юбилейной линией Лондонского метрополитена, Доклендским лёгким метро и местными автобусами. Станция расположена в третьей тарифной зоне. С 1846 по 1873 год станция носила название Баркинг-роуд.

## История
Станция Баркинг роуд была открыта Железной дорогой Восточных Графств и пересечения Темзы на южной стороне улицы Баркинг в 1846 году. В 1888 году станция была перемещена на северную сторону улицы Баркинг. Здания с кассами были перестроены в 1960-х и оставались на месте до 28 мая 1994 года. 29 октября 1995 года была открыта новая станция Линии Северного Лондона на месте современной станции. Изначальные планы лёгкого метро предполагали, что ветка до Бектона будет проходить напрямую с запада на восток от Блекуолла до Роял Виктории, а нынешний крюк до Кеннинг Тауна стал результатом изменения плана на последних стадиях. Станция DLR была открыта 28 марта 1994 года, однако была закрыта с 6 июня 1996 по 5 марта 1998 года для строительства Юбилейной линии. Станция на Юбилейной линии была открыта 14 мая 1999 года. Платформы линии Северного Лондона закрылись 9 декабря 2006 года вместе со всей веткой от Стрэтфорда до Северного Вулвича.
31 августа 2011 года эти платформы вновь открылись, на этот раз уже в качестве ветки лёгкого метро до Стрэтфорд Интернешнл.

## Конструкция
Пересадка между метро и лёгким метро находится на поверхности, как и сами платформы, однако вход находится под землёй, благодаря чему имеется доступ ко всем платформам и автобусной станции по эскалаторам, лестнице и лифтам. На западной стороне комплекса расположены две островных платформы, расположенные друг над другом. Нижняя платформа (на уровне земли) используется Юбилейной линией, а верхняя — лёгким метро. Вдоль них восточнее расположена островная платформа, обслуживавшаяся линией Северного Лондона до 9 декабря 2006 года и была открыта в качестве ещё одной платформы лёгкого метро 31 августа 2011 года. Ещё восточнее расположена автобусная станция, имеющая закрытое помещение для пассажиров с выходами к местам остановок автобусов.
Ветка лёгкого метро до аэропорта Лондон-Сити открылась 2 декабря 2005 года. Эта ветка уходит в сторону примерно в 400 метрах на юг от станции, а поезда обоих направлений прибывают на одну и ту же верхнюю западную платформу. Следующая станция в этом направлении — Вест Силвертаун. Крупное пересечение путей лёгкого метро открылось 1 июня 2009 года, когда линия до Бектона была перенаправлена на новый пролёт путей над путями от Вулвич Арсенала до Стрэтфорда. В результате внесения этих изменений поезда любого направления могут использовать обе платформы.

## Движение
В часы пик:
- Каждые 4 минуты до Банка или Тауэр Гейтвея
- Каждые 4 минуты до Вулвич Арсенала
- Каждые 8 минут до Бектона
- Каждые 8 минут до Стрэтфорд Интернешнл

В остальное время:
- Каждые 5 минут до Банка или Тауэр Гейтвея
- Каждые 10 минут до Вулвич Арсенала
- Каждые 5 минут до Бектона
- Каждые 10 минут до Стрэтфорд Интернешнл